# Louise Weiss
Louise Weiss (Arrás, 25 de enero de 1893-Magny-los-Hameaux, 26 de mayo de 1983) fue una periodista, escritora, feminista y política francesa.

## Biografía

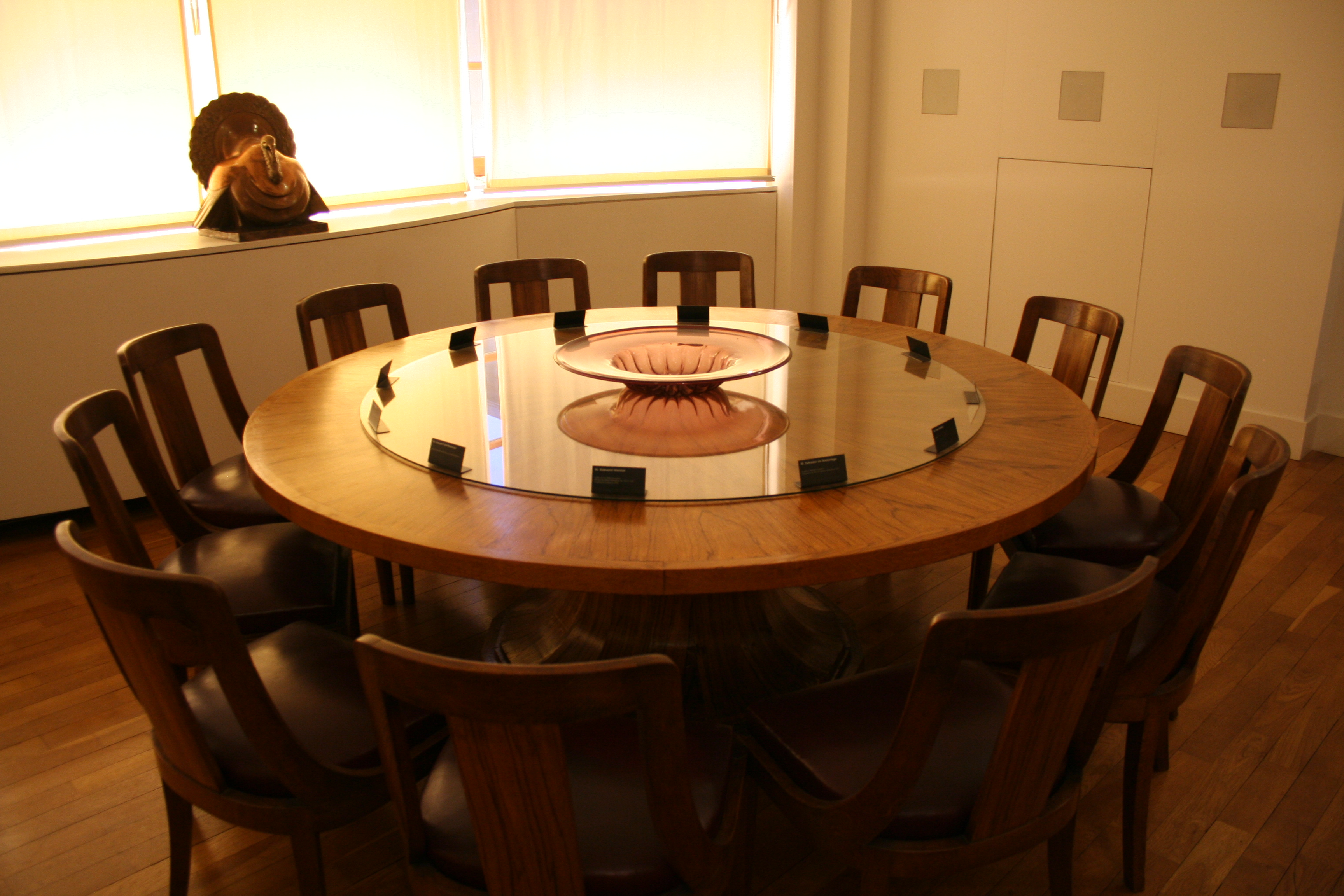
Reconstitución del salón parisino de Louise Weiss en el Museo de Saverne.

Louise Weiss nació en el seno de una familia cosmopolita de Alsacia. Su padre, Paul Louis Weiss, ingeniero de minas, fue un distinguido protestante alsaciano originario de La Petite-Pierre. Los antepasados de su madre, Jeanne Javal, eran judíos originarios de la pequeña localidad alsaciana de Seppois-le-Bas. Creció en París y se convirtió en profesora contra el deseo de su familia, obteniendo igualmente un título de la Universidad de Oxford. Entre 1914 y 1918 trabajó como enfermera de guerra y fundó un hospital en Côtes-du-Nord. Entre 1918 y 1934 publicó la revista L'Europe nouvelle; posteriormente, hasta la Segunda Guerra Mundial, promovió el sufragio femenino. En 1936 fue candidata a las elecciones parlamentarias, presentándose en el quinto distrito de París.
Durante la guerra participó activamente en la Resistencia y fue redactora jefe de la revista clandestina Nouvelle République entre 1942 y 1944. En 1965, participa activamente en el Instituto Francés de Polemología, fundado por Gaston Bouthoul en París en 1945. Recorrió Oriente Medio, Japón, China, Vietnam, África, Alaska, India, etc. Realizó documentales y publicó libros sobre sus diferentes viajes. En 1979 se convirtió en europarlamentaria representando al partido gaullista RPR (Rassemblement pour la République).

## Publicaciones de Louise Weiss

### Obras políticas
- La République Tchécoslovaque, (1919)
- Milan Stefanik, Praga (1920)

### Obras biográficas
- Souvenirs d'une enfance républicaine, Denoël, París, (1937)
- Ce que femme veut, Gallimard, París, (1946)
- Mémoires d'une Européenne, Payot/Albin Michel, París, 6 tomos, (1968-1976)

### Novelas
- Délivrance, Albin Michel, París(1936)
- La Marseillaise, TI et II París, (1945); T. III París(1947)
- Sabine Legrand, París(1951)
- Dernières voluptés, París, (1979)

### Obras de teatro
- Arthur ou les joies du suicide
- Sigmaringen ou les potentats du néant
- Le récipiendaire
- La patronne
- Adaptation des Dernières voluptés

### Relatos de viaje
- L'or, le camion et la croix, París, (1949)
- Le voyage enchanté, París, (1960)
- Le Cachemire, Les Albums des Guides Bleus, París, (1955)
- Tempête sur l'Occident  Albin Michel (1976)

### Ensayo sociológico
- Lettre à un embryon, Julliard, París(1973)

### Arte, arqueología y folclore
- Contes et légendes du Grand-Nord, París, (1957)

## Videografía
- Louise Weiss, une femme d'influence, documentaire télévisé d'Alain Jomy, 2003